# Ebermannsdorf
Ebermannsdorf là một đô thị ở huyện Amberg-Sulzbach bang Bayern nước Đức. Đô thị Ebermannsdorf có diện tích 45,39 km², dân số thời điểm ngày 31 tháng 12 năm 2006 là 2498 người.